# Natação nos Jogos Olímpicos de Verão de 1920
A natação nos Jogos Olímpicos de Verão de 1920 foi realizado em Antuérpia, na Bélgica, com dez eventos disputados. A única inclusão com relação aos Jogos de Estocolmo 1912 foi a disputa dos 300 metros livre feminino.

## Eventos da natação
Masculino: 100 metros livre | 400 metros livre | 1500 metros livre | 100 metros costas | 200 metros peito | 400 metros peito | 4x200 metros livre

Feminino: 100 metros livre | 300 metros livre | 4x100 metros livre

## Masculino

### 100 metros livre masculino
| Pos. | País                 | Atletas          | Tempo  |
| ---- | -------------------- | ---------------- | ------ |
|      | Estados Unidos (USA) | Duke Kahanamoku  | 1:00.4 |
|      | Estados Unidos (USA) | Pua Kela Kealoha | 1:02.2 |
|      | Estados Unidos (USA) | William Harris   | 1:03.2 |

### 400 metros livre masculino
| Pos. | País                 | Atletas       | Tempo  |
| ---- | -------------------- | ------------- | ------ |
|      | Estados Unidos (USA) | Norman Ross   | 5:26.8 |
|      | Estados Unidos (USA) | Ludy Langer   | 5:29.0 |
|      | Canadá (CAN)         | George Vernot | 5:29.6 |

### 1500 metros livre masculino
| Pos. | País                 | Atletas           | Tempo   |
| ---- | -------------------- | ----------------- | ------- |
|      | Estados Unidos (USA) | Norman Ross       | 22:23.2 |
|      | Canadá (CAN)         | George Vernot     | 22:36.4 |
|      | Austrália (AUS)      | Frank Beaurepaire | 23:04.0 |

### 100 metros costas masculino
| Pos. | País                 | Atletas             | Tempo  |
| ---- | -------------------- | ------------------- | ------ |
|      | Estados Unidos (USA) | Warren Paoa Kealoha | 1:15.2 |
|      | Estados Unidos (USA) | Raymond Kegeris     | 1:16.2 |
|      | Bélgica (BEL)        | Gérard Blitz        | 1:19.0 |

### 200 metros peito masculino
| Pos. | País            | Atletas              | Tempo  |
| ---- | --------------- | -------------------- | ------ |
|      | Suécia (SWE)    | Håkan Malmrot        | 3:04.4 |
|      | Suécia (SWE)    | Tor Henning          | 3:09.2 |
|      | Finlândia (FIN) | Arvo Ossian Aaltonen | 3:12.2 |

### 400 metros peito masculino
| Pos. | País            | Atletas              | Tempo  |
| ---- | --------------- | -------------------- | ------ |
|      | Suécia (SWE)    | Håkan Malmrot        | 6:31.8 |
|      | Suécia (SWE)    | Tor Henning          | 6:45.2 |
|      | Finlândia (FIN) | Arvo Ossian Aaltonen | 6:48.0 |

### 4x200 metros livre masculino
| Pos. | País                 | Atletas                                                                | Tempo   |
| ---- | -------------------- | ---------------------------------------------------------------------- | ------- |
|      | Estados Unidos (USA) | Perry McGillivray Pua Kela Kealoha Norman Ross Duke Kahanamoku         | 10:04.4 |
|      | Austrália (AUS)      | Henry Hay William Herald Ivan Stedman Frank Beaurepaire                | 10:25.4 |
|      | Grã-Bretanha (GBR)   | Leslie Savage Edward Percival Peter Henry Taylor Harold Edward Annison | 10:37.2 |

## Feminino

### 100 metros livre feminino
| Pos. | País                 | Atletas           | Tempo  |
| ---- | -------------------- | ----------------- | ------ |
|      | Estados Unidos (USA) | Ethelda Bleibtrey | 1:13.6 |
|      | Estados Unidos (USA) | Irene Guest       | 1:17.0 |
|      | Estados Unidos (USA) | Frances Schroth   | 1:17.2 |

### 300 metros livre feminino
| Pos. | País                 | Atletas             | Tempo  |
| ---- | -------------------- | ------------------- | ------ |
|      | Estados Unidos (USA) | Ethelda Bleibtrey   | 4:34.0 |
|      | Estados Unidos (USA) | Margaret Woodbridge | 4:42.8 |
|      | Estados Unidos (USA) | Frances Schroth     | 4:52.0 |

### 4x100 metros livre feminino
| Pos. | País                 | Atletas                                                               | Tempo  |
| ---- | -------------------- | --------------------------------------------------------------------- | ------ |
|      | Estados Unidos (USA) | Margaret Woodbridge Frances Schroth Irene Guest Ethelda Bleibtrey     | 5:11.6 |
|      | Grã-Bretanha (GBR)   | Hilda James Constance Mabel Jeans Charlotte Radcliffe Grace MacKenzie | 5:40.6 |
|      | Suécia (SWE)         | Aina Berg Emy Machnow Karin Nilsson Jane Gylling                      | 5:43.6 |

## Quadro de medalhas da natação
| Ordem | País               | Medalha de ouro | Medalha de prata | Medalha de bronze | Total |
| ----- | ------------------ | --------------- | ---------------- | ----------------- | ----- |
| 1     | USA Estados Unidos | 8               | 5                | 3                 | 16    |
| 2     | SWE Suécia         | 2               | 2                | 1                 | 5     |
| 3     | AUS Austrália      | 0               | 1                | 1                 | 2     |
| 3     | CAN Canadá         | 0               | 1                | 1                 | 2     |
| 3     | GBR Grã-Bretanha   | 0               | 1                | 1                 | 2     |
| 6     | FIN Finlândia      | 0               | 0                | 2                 | 2     |
| 7     | BEL Bélgica        | 0               | 0                | 1                 | 1     |